# 普罗米修斯
普羅米修斯（古希臘語：Προμηθεύς，拉丁轉寫：Promētheús）是希臘神話中的人物。

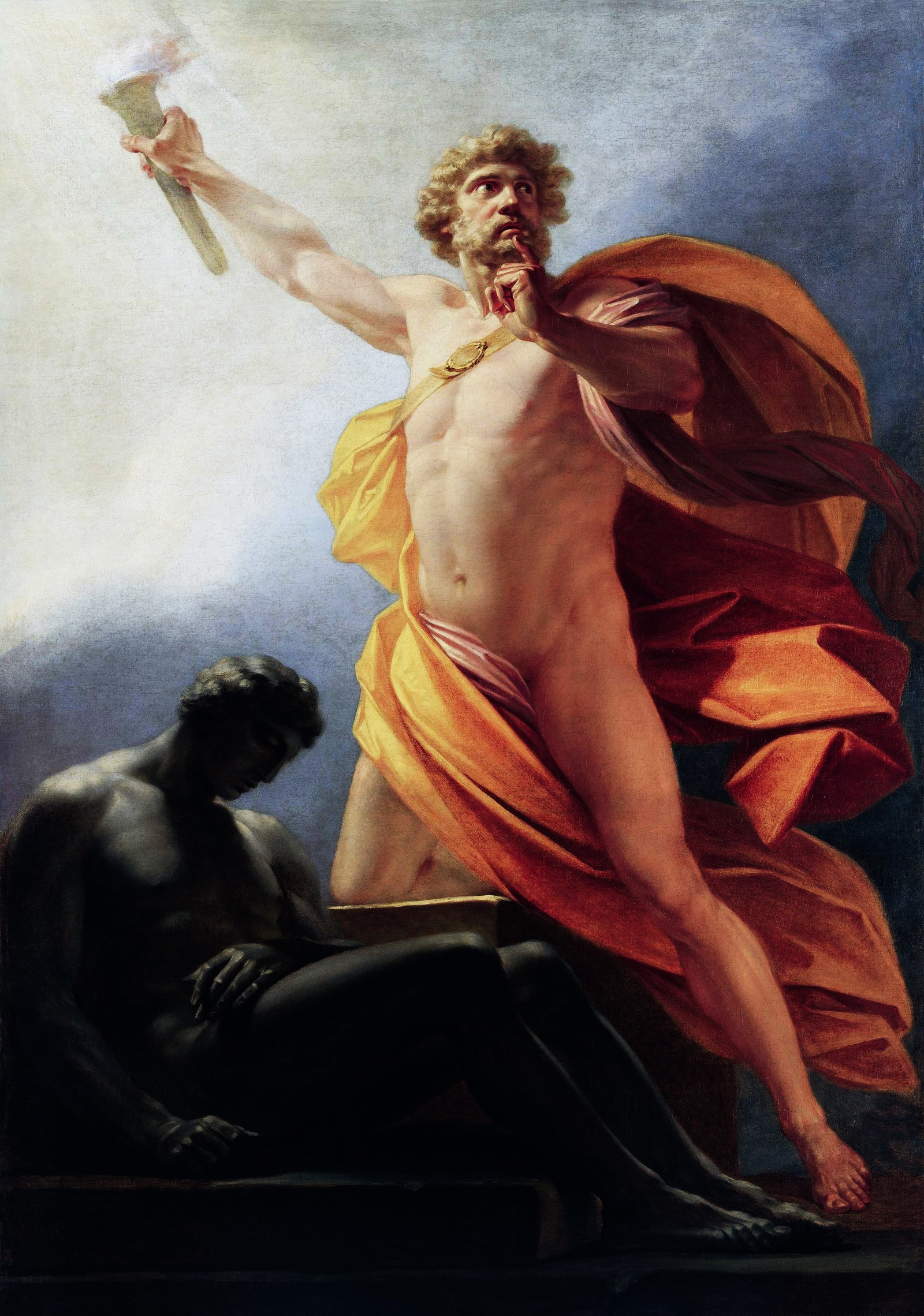
拿著火種的普羅米修斯，海因里希·腓特烈·富格爾所繪

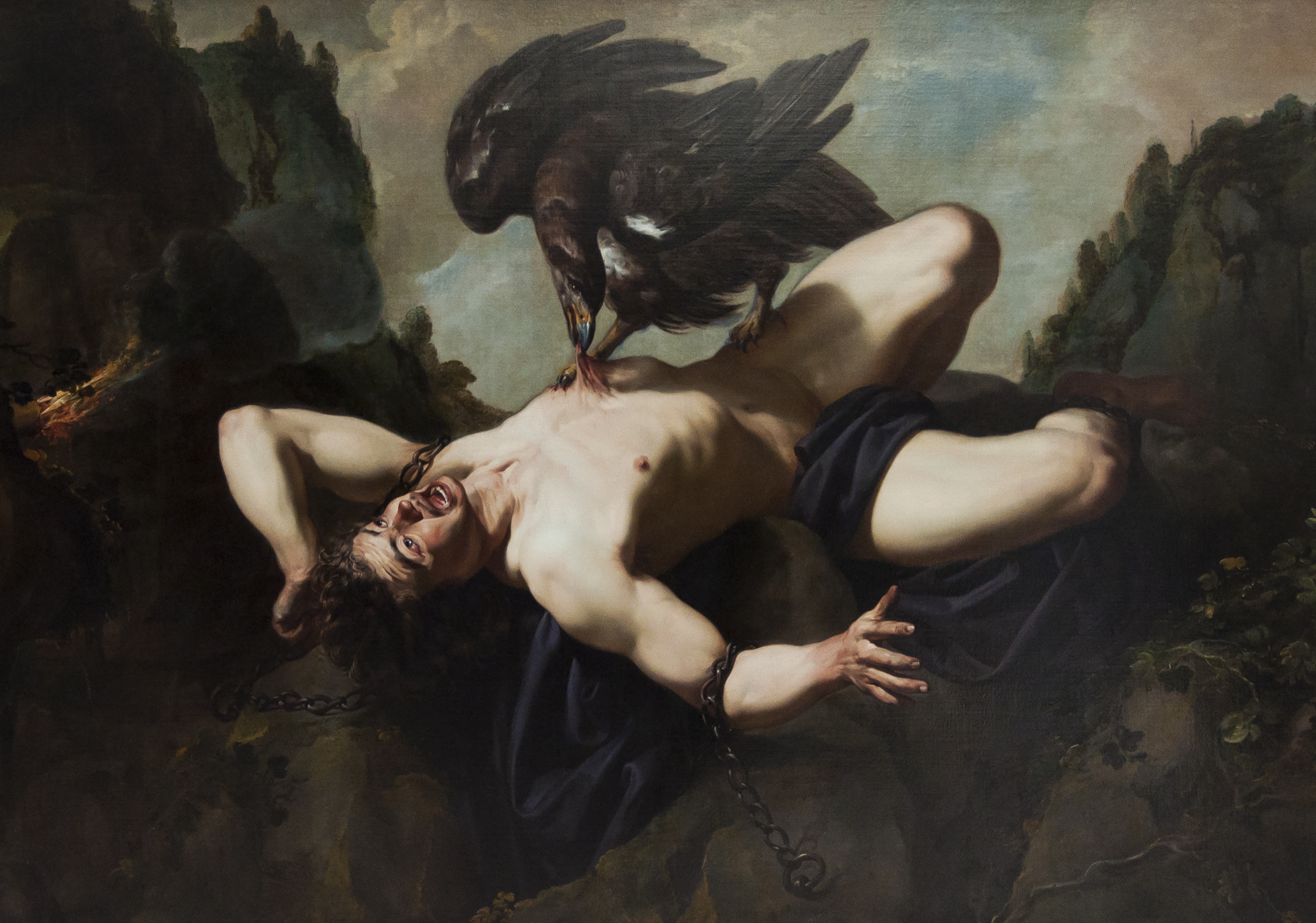
被老鹰啄食肝脏的普罗米修斯，特奥多尔·罗姆鲍茨所绘

普羅米修斯屬於泰坦神族。與眾神一樣，他服從眾神之王宙斯的統治。在一次動物祭祀中，他用詭計欺騙了宙斯；他只把獻祭動物沒有價值的部分交給他，而為人類保留可食用的肉，因為他們是他的門徒。作為懲罰，憤怒的宙斯拒絕凡人擁有火種。普羅米修斯從眾神那裡偷來了火種，並將其帶給了人們。為此，他奉宙斯之命，在高加索山脈的荒原上受罰。一隻老鷹定期拜訪他並啄食他的肝臟。 很久以後，英雄赫拉克勒斯用箭射死了老鷹，才將他從這種折磨中解救出來。

## 神話
普羅米修斯首先出現在赫西俄德所著的神譜以及埃斯庫羅斯所著的被縛的普羅米修斯當中。根據記載，他是泰坦神伊阿珀托斯與一位俄刻阿尼得斯（可能是克里夢妮或亞細亞）之子。普羅米修斯曾是幫助宙斯贏得泰坦之戰的功臣之一，但因贈予人類火種和知識被宙斯懲罰。希臘哲學家柏拉圖曾在與普羅達哥拉斯對話篇中提到：
上帝創造人類以及眾生命，指派普羅米修斯和他的兄弟厄庇墨透斯賦予眾生命各種天賦與技能的任務。當輪到人類的時候，已無任何天賦與技能剩餘；因此普羅米修斯從阿波羅的太陽車偷走了火種，將其給予了人類。

## 文化
在古代，普羅米修斯的命運是備受關注與迴響的文學主題和視覺藝術中的流行主題。 自文藝復興以來，許多詩人、作家、畫家、雕塑家和作曲家都在研究這類材料。 這個神話也經常引起哲學反思。 從宗教批判的角度來看，普羅米修斯是勇敢的反叛者的原型，他開始從無知和基於宗教的壓迫中解放出來。 在現代，他是科技進步和人類日益主宰自然的象徵。 因此，根據歷史哲學的立場不同，對它的評價也不同：對於社會進步樂觀主義者來說，它代表了人類解放的寓言； 另一方面，文化批評者認為“普羅米修斯”的衝動是模棱兩可或值得懷疑的，並質疑人類對最無限、最神聖的力量的渴望。

## 命名
土星的衛星土衛十六和化學元素鉕以他的名字来命名。